# نونانوات الأمونيوم
نونانوات الأمونيوم هو مبيد أعشاب غير جهازي واسع الطيف، وليس له نشاط في التربة.

## الاستخدام
يُستخدم مركب نونانوات الأمونيوم لكبح نمو الحشائش ومكافحتها، ومن بينها الأعشاب، والكروم، والنباتات الشجرية، والنباتات السنوية، والنباتات المعمرة بما في ذلك الطحالب والشتلات والأعشاب مصاصة الأشجار.
توجد نونات الأمونيوم في شكل بلورات بيضاء، ويُباع مركب نونانوات الأمونيوم على صورة محاليل مائية، والتي يكون أقصى تركيز لها في الماء عندا درجة حرارة الغرفة هو 40٪. وتكون محاليل مركب نونانوات الأمونيوم محاليل عديمة اللون و سائل أصفر باهت اللون برائحة حامض دهني طفيف. يُعتبرنونانوات الأمونيوم مركب مستقر في حالة التخزين.

## التكوين والوفرة في الطبيعة
يتكون نونوات الأمونيوم من الأمونيا وحمض النونانويك، وهو حمض كربوكسيلي ينتشر على نطاق واسع في الطبيعة، ويوجد بشكل أساسي كأحد المشتقات (إسترات) في الأطعمة مثل التفاح، والعنب، والجبن، والحليب، والأرز، والفاصوليا، والبرتقال، والبطاطس، وفي العديد من المصادر غير الغذائية الأخرى